# Sadłowo (gromada w powiecie rypińskim)
Sadłowo – dawna gromada, czyli najmniejsza jednostka podziału terytorialnego Polskiej Rzeczypospolitej Ludowej w latach 1954–1972.
Gromady, z gromadzkimi radami narodowymi (GRN) jako organami władzy najniższego stopnia na wsi, funkcjonowały od reformy reorganizującej administrację wiejską przeprowadzonej jesienią 1954 do momentu ich zniesienia z dniem 1 stycznia 1973, tym samym wypierając organizację gminną w latach 1954–1972.
Gromadę Sadłowo z siedzibą GRN w Sadłowie utworzono – jako jedną z 8759 gromad na obszarze Polski – w powiecie rypińskim w woj. bydgoskim, na mocy uchwały nr 24/10 WRN w Bydgoszczy z dnia 5 października 1954. W skład jednostki weszły obszary dotychczasowych gromad Sadłowo, Sadłowo Nowe, Sadłowo Rumunki, Zasady, Zasady Nowe, Zasadzki i Linne ze zniesionej gminy Sadłowo oraz obszary dotychczasowych gromad Stawiska i Michałki ze zniesionej gminy Osiek w tymże powiecie. Dla gromady ustalono 25 członków gromadzkiej rady narodowej.
31 grudnia 1959 do gromady Sadłowo włączono wieś Kłuśno ze zniesionej gromady Kretki Małe w tymże powiecie.
1 stycznia 1969 do gromady Sadłowo włączono sołectwa Godziszewy, Jasin, Kotowy, Kwiatkowo, Stępowo i Wólka ze zniesionej gromady Stępowo w tymże powiecie.
1 stycznia 1972 z gromady Sadłowo wyłączono sołectwo Godziszewy, włączając je do nowo utworzonej gromady Rypin w tymże powiecie.
Gromada przetrwała do końca 1972 roku, czyli do kolejnej reformy gminnej.